# 水田寛和
水田 寛和（みずた ひろかず、1937年11月9日 - ）は、日本の経営者。東急百貨店社長、会長を務めた。大分県出身。

## 経歴
1962年に慶應義塾大学法学部政治学科を卒業し、同年4月に東京急行電鉄に入社。1995年4月に東急百貨店取締役に就任し、1996年6月に常務、1998年4月に専務を経て、2000年4月には社長に就任。2008年4月から2010年1月までに会長を務めた。